# Preci
Preci est une commune italienne de la province de Pérouse, dans la région Ombrie.

## Administration
| Période                                  | Période | Identité | Étiquette | Qualité |
| ---------------------------------------- | ------- | -------- | --------- | ------- |
|                                          |         |          |           |         |
| Les données manquantes sont à compléter. |         |          |           |         |

### Communes limitrophes
Castelsantangelo sul Nera, Cerreto di Spoleto, Norcia, Visso.